# Viqueque
Das osttimoresische Viqueque (tetum Vikeke, in alten Quellen: Biquaque) ist die Hauptstadt des gleichnamigen Verwaltungsamt Viqueque und der Gemeinde Viqueque. Der Name leitet sich von der alten Bezeichnung „We Keke“ ab. We bedeutet „Wasser“, Keke „Armreif“.

## Geographie

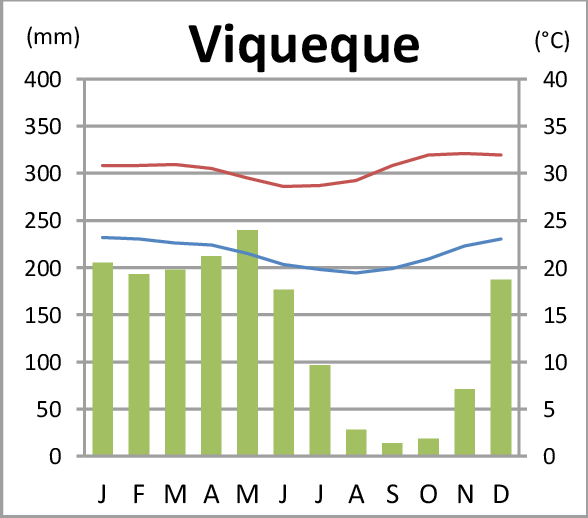
Klimadiagramm

Die Stadt liegt im Südosten Timors am Fluss Cuha, etwa 44 km in Luftlinie direkt südlich von Baucau und etwa 95 km südöstlich von der Landeshauptstadt Dili. Die Meereshöhe beträgt 140 m. Auf der Straße sind es über Baucau 183 km bis Dili. Das Zentrum vom Ort liegt im Suco Caraubalo, eine weitere Reihe Dörfer und Siedlungen umgeben aber das Zentrum, so dass sich das Siedlungsgebiet bis in die ländlichen Sucos Uma Uain Craic, Uma Quic und Uai-Mori ausdehnt. Hier gibt es eine Vorschule, vier Grundschulen, zwei prä-sekundäre Schulen und eine Sekundärschule (Escola Secundaria Calissa). Das East Timor Institute of Business (IOB) betreibt in Viqueque Parallelklassen. Außerdem befinden sich hier eine Polizeistation, ein kommunales Gesundheitszentrum und zwei Hubschrauberlandeplätze, etwas südlich liegt in Uma Quic ein Flugfeld. Das moderne Gebäude der Kirche Unbefleckte Empfängnis Viqueque (portugiesisch Igreja da Imaculada Conceicao Viqueque) wurde am 22. August 2015 offiziell eingeweiht. Im Zentrum steht aus der indonesischen Besatzungszeit eine Steinsäule mit dem Wappen Indonesiens auf der Spitze. Das Radio Povo Viqueque hat seine Sendestation außerhalb der Stadt auf einem Hügel. Hier befindet sich auch eine kleine Bücherei für Jugendliche.

## Einwohner

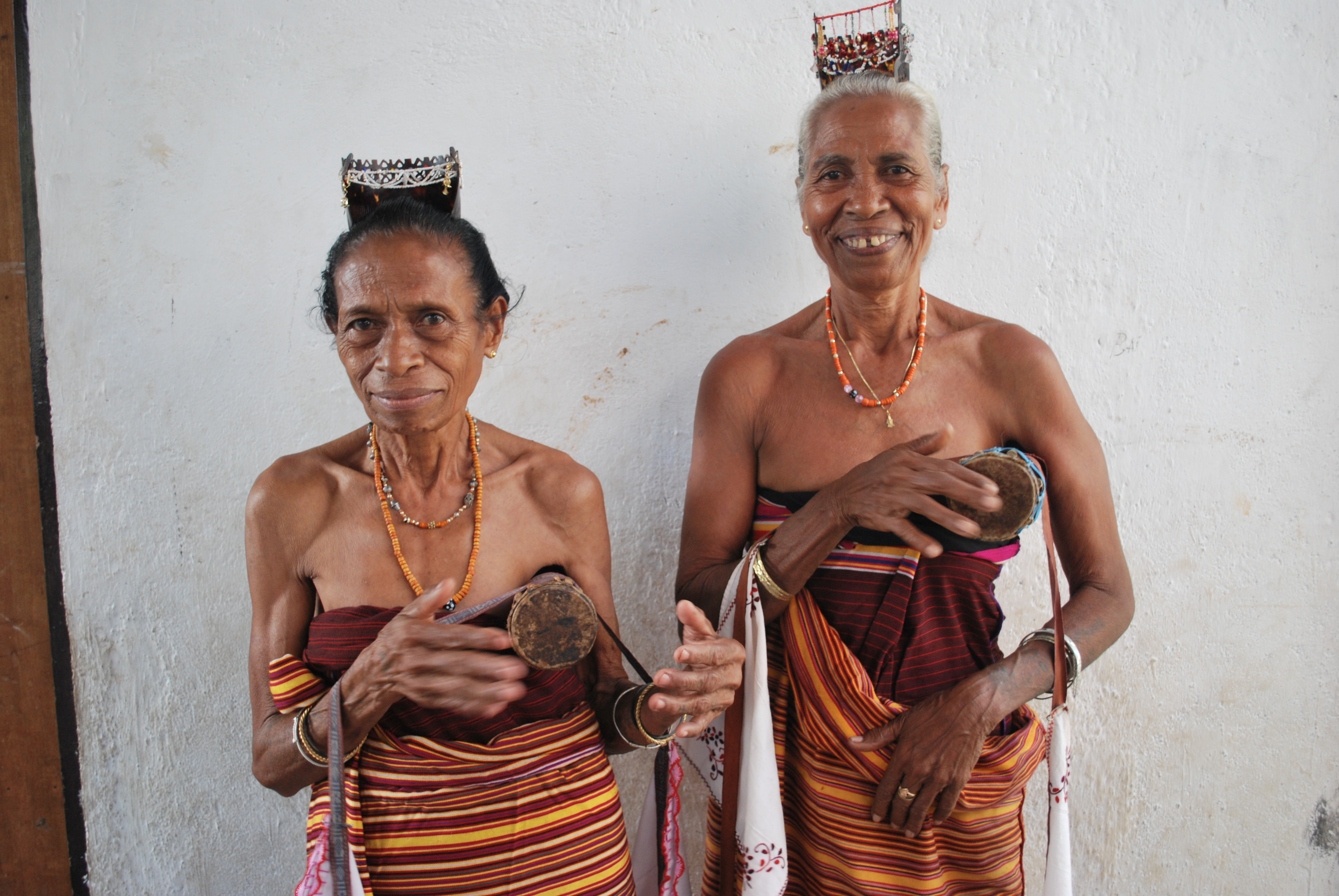
Traditionelle Tracht

Im urbanen Teil von Viqueque leben 4.422 Menschen (2022). Sie wohnen  ausschließlich in Caraubalo.

## Geschichte

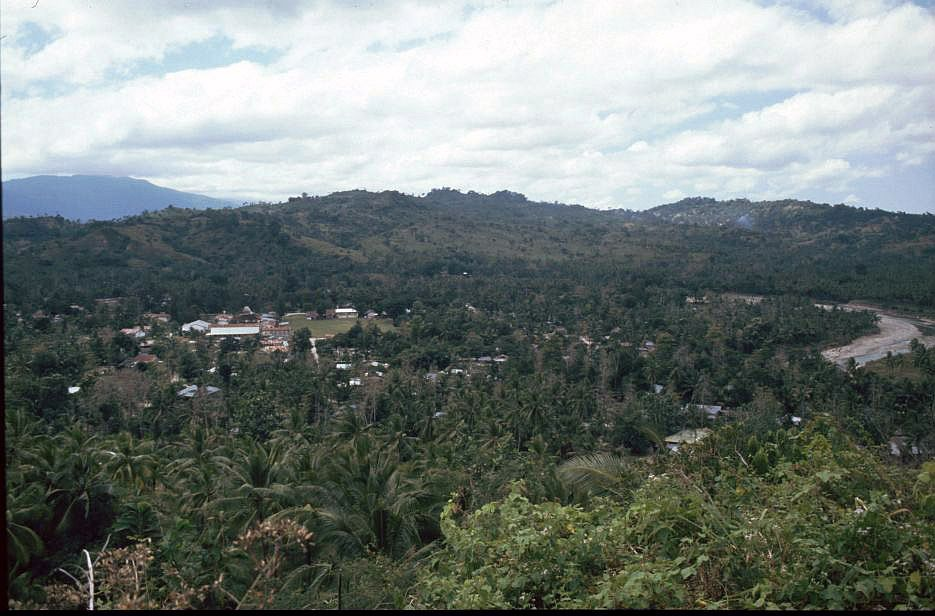
Blick auf Viqueque

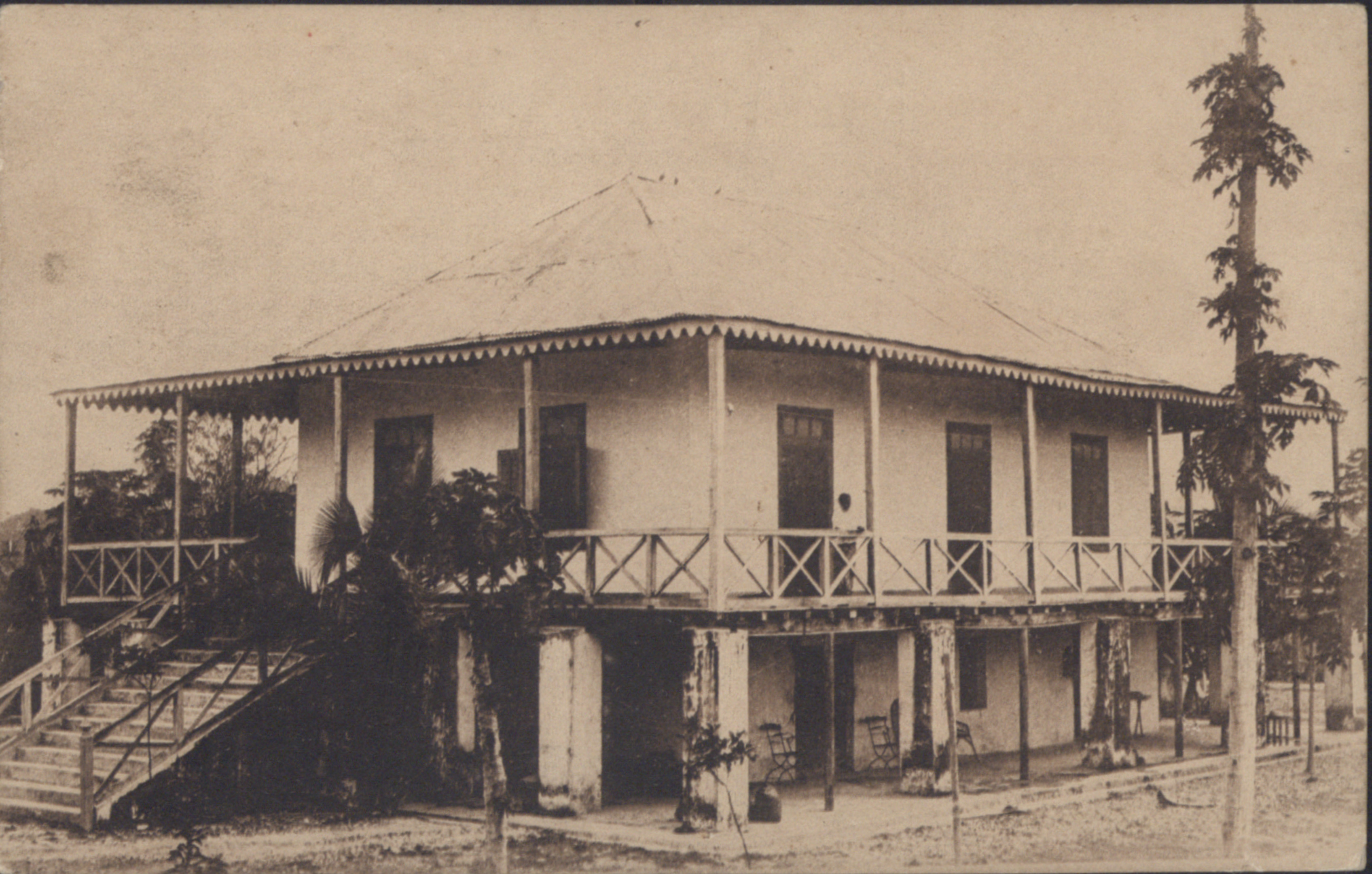
Militärkommando in Viqueque in der Kolonialzeit

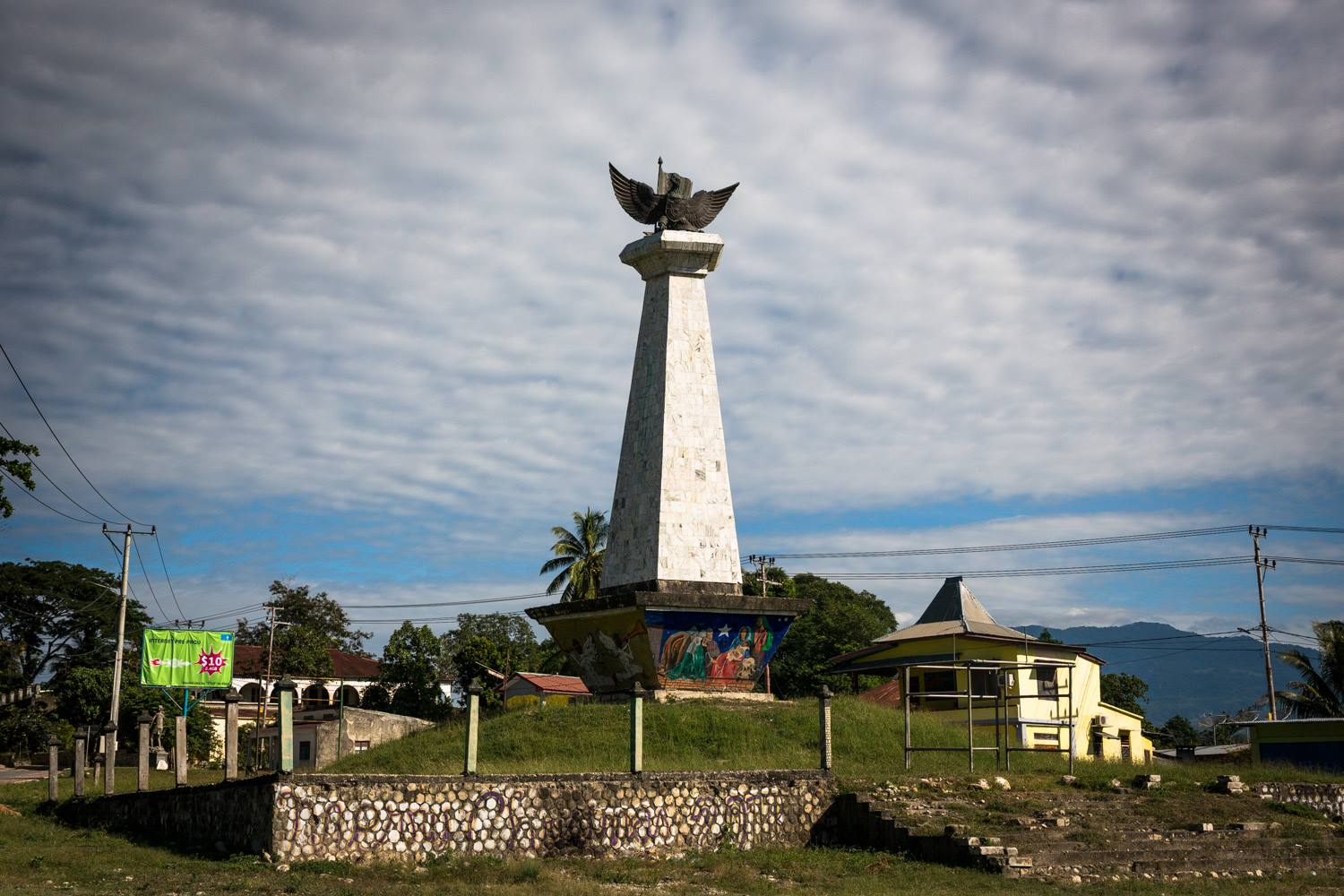
Indonesisches Denkmal im Jardim 1959

Viqueque war ursprünglich ein traditionelles Reich Timors, das von einem Liurai regiert wurde. Es erscheint auf einer Liste von Afonso de Castro, einem ehemaligen Gouverneur von Portugiesisch-Timor, der im Jahre 1868 in einer Liste 47 Reiche aufführte.
Der Dominikaner Manuel de Santo António ließ sich um 1700 im benachbarten Reich Luca nieder und bekehrte erfolgreich die Herrscher der Region zum Christentum, darunter Mateus da Costa, den Liurai von Viqueque. Viqueque wurde für Bischof Manuel zum Schlüsselort bei seinem Ziel Timor zu christianisieren.
1708 ließ der portugiesische Gouverneur Jácome de Morais Sarmento Mateus da Costa verhaften und erniedrigte ihn. Der Liurai war dem Gouverneur „zu unabhängig“ vorgekommen und sollte ersetzt werden. Domingos da Costa, der Herrscher der Topasse, belagerte daraufhin die koloniale Hauptstadt Lifau, bis 1709 Manuel de Santo António ihn zur Beendigung überreden konnte. Gouverneur Manuel de Souto-Maior, der Nachfolger von Morais Sarmento, rehabilitierte Dom Mateus wieder.
Während der Rebellion von Cowa 1868 unterstützte Viqueque die portugiesischen Kolonialherren mit eigenen Truppen.
Von Uato-Lari aus dehnte sich 1959 eine der letzten großen Rebellionen gegen die portugiesische Kolonialherrschaft auf die benachbarten Gebiete aus. Während der Viqueque-Rebellion kamen etwa 1000 Timoresen ums Leben. Die Anführer des Aufstands wurden nach Afrika in die Verbannung geschickt. Geschürt war die Rebellion durch Indonesier worden, die in Portugiesisch-Timor Asyl gefunden hatten und dann in Uato-Lari angesiedelt worden waren. Ob es sich bei ihnen um indonesische Separatisten oder Agenten handelte, ist nicht gesichert geklärt.
Im Oktober 1986 gelang es der gegen die indonesische Besatzung kämpfenden osttimoresischen FALINTIL, die Stadt Viqueque für drei Tage zu besetzen.
Am 30. März 2007 kam es in Viqueque nach einer Wahlkampfveranstaltung des Premierministers José Ramos-Horta bei den Präsidentschaftswahlen zu Zusammenstößen zwischen seinen Anhängern und Anhängern der bisher dominierenden Partei FRETILIN. Dabei wurden 20 Menschen verletzt. Wer begonnen hat, ist nicht bekannt.
Am 3. Juni 2007 wurde bei einer Wahlkampfveranstaltung zu den Parlamentswahlen 2007 von Ex-Präsident Xanana Gusmão einer seiner Anhänger erschossen. Täter waren angeblich außer Dienst gestellte Angehörige der Polizei PNTL. Die Region war schon in den Tagen zuvor erneut Ort von politischen Auseinandersetzungen, ebenso nach Gusmãos Übernahme des Amtes als Premierminister am 8. August. Über 1500 Menschen im damaligen Subdistrikt flohen aus ihren Häusern. Unruheherde waren die Umgebung um die Stadt Viqueque und Fatudere. Flüchtlinge kamen auch aus Uato-Lari.

## Städtepartnerschaften
- Geelong, Australien, seit 2003[17]